# Narthecium asiaticum
Narthecium asiaticum är en enhjärtbladig växtart som beskrevs av Carl Maximowicz. Narthecium asiaticum ingår i släktet myrliljor, och familjen myrliljeväxter. Inga underarter finns listade i Catalogue of Life.

## Bildgalleri

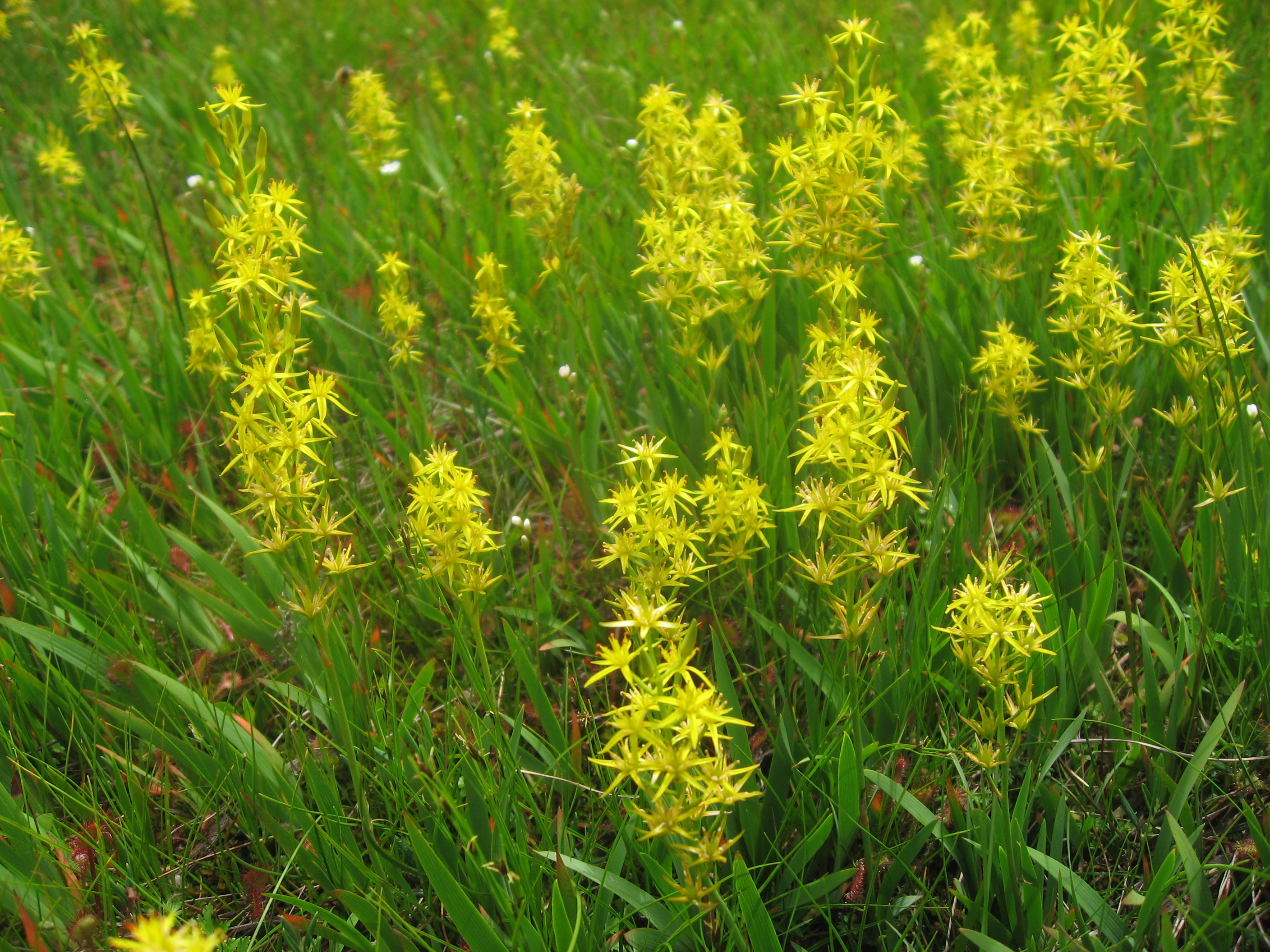
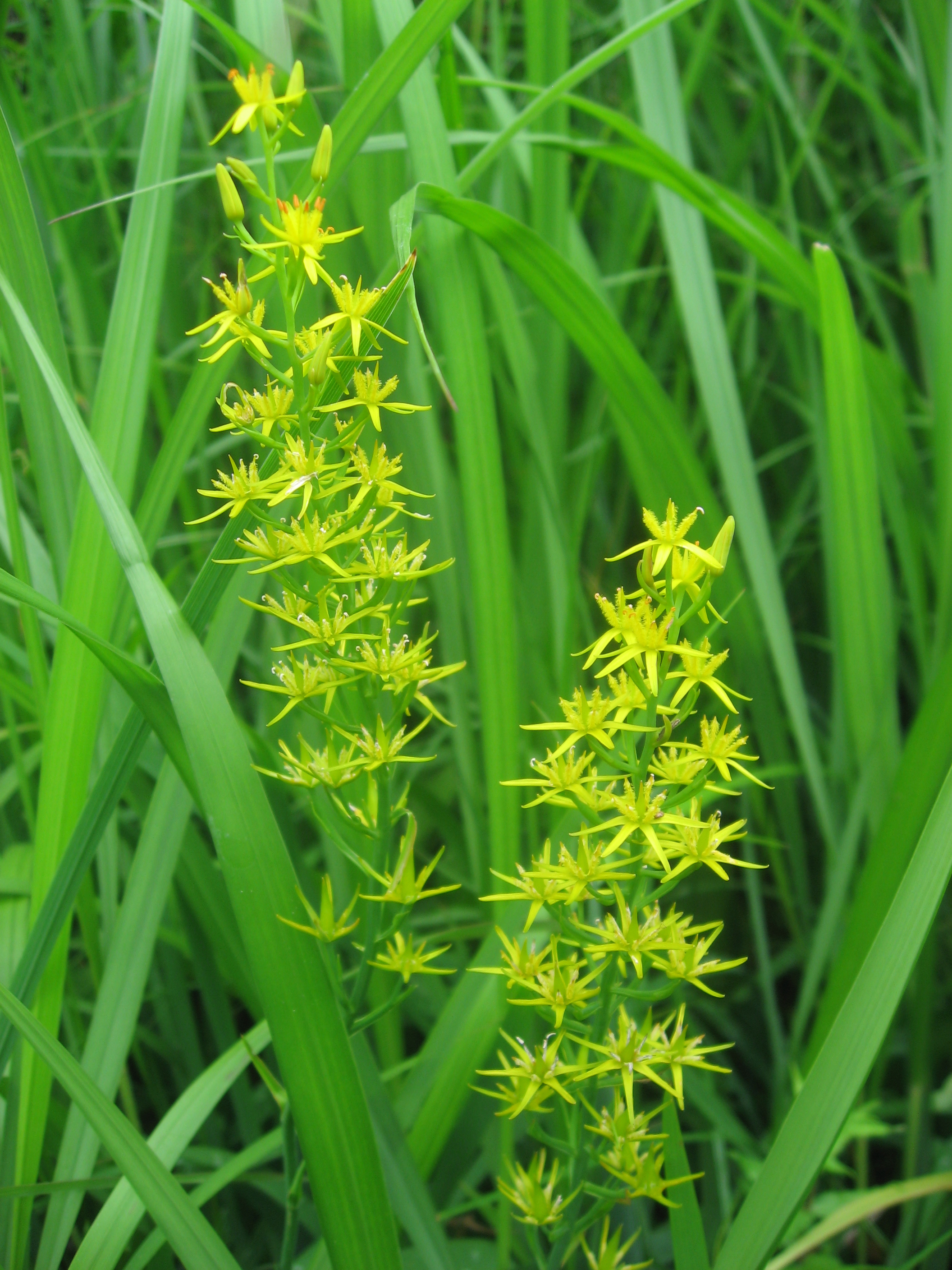